# Vendetta (videogioco 1991)
Vendetta, conosciuto in Giappone come Crime Fighters 2 (クライムファイターズ2?), è un videogioco arcade di tipo picchiaduro a scorrimento orizzontale (a tratti anche verticale) sviluppato e pubblicato nel 1991 dalla Konami.
Fa parte di una trilogia iniziata con Crime Fighters, videogioco di minor successo pubblicato nel 1989 che doveva rappresentare la risposta della Konami in un mercato dominato da Double Dragon e Final Fight; al contrario Vendetta ha ottenuto un ottimo riscontro commerciale. Il terzo gioco della serie, Violent Storm, è uscito nel 1993.

## Trama
Il gioco è ambientato in un'immaginaria città statunitense, Dead End City, sconvolta dal crimine e dal degrado, dove sono le bande a controllare i quartieri.
Nel tentativo di espandere il proprio dominio territoriale i malvagi Dead End Gang capeggiati da Faust rapiscono Kute Kate, ragazza membro del clan rivale Cobras;
quattro membri dei Cobras, tutti esperti nel combattimento da strada, decidono di liberare la ragazza e mettere fine una volta per tutte allo strapotere dei Dead End Gang.
La trama è totalmente differente e non relazionata nei personaggi e nel luogo sia con quella di Crime Fighters sia con quella di Violent Storm benché tutte e tre presentino come ambientazione una metropoli in mano al crimine e il tema del rapimento di ragazze.

## Modalità di gioco
Vendetta eredita molto dal suo predecessore, mantenendo un gameplay simile ma migliorandolo ulteriormente.
Si utilizzano un pulsante per i pugni e uno per i calci; il set di mosse è abbastanza variegato. Per tre dei quattro personaggi - Boomer, Hawk e Sledge - non ci sono sostanziali differenze nella tipologia di colpi e quindi la differenza sta tutta principalmente nelle caratteristiche atletiche di velocità e potenza.
È possibile con ognuno dei personaggi afferrare il nemico e scagliarlo oppure colpirlo ripetutamente sul volto o prenderlo a ginocchiate (qui è presente uno dei vari elementi di comicità del gioco, col nemico che può essere percosso anche ai testicoli con sceneggiata annessa), si può colpire il nemico con calci all'indietro, si può colpire il nemico quando è a terra e si può utilizzare una tecnica in salto o da fermo (realizzabile con la pressione contemporanea dei due pulsanti) che stende direttamente l'avversario; in cooperazione è possibile afferrare un nemico da dietro e immobilizzarlo affinché il proprio compagno possa infierire su di esso.
Nello svolgersi del gioco si possono trovare molte armi da utilizzare ed altri oggetti da scagliare contro i nemici, da coltelli a fucili a pompa, da secchi a mattoni, da molotov a sacchi di farina. Per raccoglierli si deve usare il tasto A, quello con cui i personaggi danno cazzotti.
Si hanno a disposizione 3 vite e per ciascuna di essa c'è una barra che rappresenta l'energia del giocatore; al termine di un livello la barra di energia torna carica al massimo. Durante i vari livelli è possibile anche recuperare tacche di energia, raccogliendo le varie vivande nascoste all'interno di alcune casse che dovranno pertanto essere rotte (anche in questi casi bisognerà usare il tasto A).
Il punteggio è rappresentato dal numero di nemici eliminati.
La versione per l'estero di Vendetta permette di giocare fino a un massimo di quattro giocatori contemporaneamente, mentre la versione originale Crime Fighters 2 è limitata a una cooperazione di due giocatori.
Il gioco ricomincia daccapo una volta terminato, con una difficoltà maggiore.

### Membri dei Cobras
- Blood

Pugile di colore, un tempo attivo nell'agonismo, con caratteristiche più rivolte all'agilità rispetto alla potenza.
Il suo set di mosse è basato esclusivamente sull'utilizzo dei pugni, il che ne fa il più debole dei Cobra. È ispirato a Mike Tyson.
- Hawk

Ex Wrestler, ispirato ad Hulk Hogan; nella storia è il protettore di Kate.
Ovviamente utilizza molte tecniche del Wrestling, con caratteristiche maggiormente votate alla potenza: è il meno agile dei Cobra.
- Boomer

Biondo esperto di arti marziali, agile ed abile con i calci. Assomiglia molto a Jean-Claude Van Damme.
- Sledge

Ex prigioniero di guerra nella sua vita da militare, lottatore più potente che agile. Esteticamente è una sorta di Mr. T in versione caucasica

### Livelli
Il gioco presenta 5 livelli, più un livello extra.
- "L'ingresso di Dead End City" (livello 1)

Come tutto il gioco anche l'ambientazione del primo livello è una zona di Dead End City; si fa il proprio ingresso nel territorio della Dead End Gang attraverso un ponte metallico, dal quale è possibile gettare i nemici in acqua; si passa poi in un magazzino ed infine si combatte il boss dell'area sul cassone di un autocarro in corsa.
Tra i nemici che si affrontano c'è il primo di una lunga serie di lottatori con maschera da hockey su ghiaccio, carattere chiaramente desunto da Jason Voorhees di Venerdì 13 (con una fobia per i gatti neri) ed un altro molto simile a Guile di Street Fighter II.
Il boss di fine livello, Buzzsaw Bravado, è un individuo con look da punk, che attacca con una motosega angolare e viene aiutato da scagnozzi.
- "Il cantiere" (livello 2)

Il livello si sviluppa in un cantiere edile di una struttura a più piani, muovendosi dal piano terra all'ultimo piano e viceversa tramite un ascensore e un montacarichi.
Tra i nemici che appaiono per la prima volta ci sono dei grassi luchador e dei punk armati di catene. Il giocatore dovrà anche evitare di venire schiacciato da alcuni carichi sospesi.
È presente un boss di metà livello che si affronta all'ultimo piano della struttura, il nippo-americano Joe Ohsugi (probabile omaggio a Shō Kosugi), esperto di Ninjitsu e armato di kusarigama e shuriken.
Il boss di fine livello è invece Missing Link, un mostruoso e mastodontico lottatore con dreadlock ai capelli, barba folta e catene su corpo e braccia; è lento ma molto forte; sembrerebbe prendere ispirazione da Bruiser Brody. La lotta contro il gigante avviene nei sotterranei del cantiere.
- "Il quartiere In" (livello 3)

Ci troviamo nel classico quartiere alla moda del centro della città, ambientazione notturna: i combattimenti hanno inizio in strada per proseguire quindi in un negozio di alimentari e infine in un casinò. Il giocatore dovrà affrontare anche ragazze in abito fetish armate di frusta, uomini con la divisa parodie del poliziotto dei Village People che aggrediscono il giocatore leccandolo, e persino due ciechi in trench nero armati di molotov (il primo all'interno del negozio, l'altro nei pressi del casinò), molto temibili anche per i violenti calci che possono rifilare agli eroi quando questi sono già finiti a terra. Il boss di fine livello è rappresentato dai proprietari del casinò, i due gemelli Rude, dei quali uno è alto e grosso e l'altro un nano molto agile ed armato di coltelli; combattono cooperando tra loro. Il Rude nano può essere afferrato e scagliato addosso al fratello. Per passare al livello successivo è sufficiente abbattere il Rude grande: se invece soccombe prima il nano, il giocatore dovrà continuare a combattere contro l'altro Rude.
- "Il porto" (livello 4)

Il livello è ambientato nel porto della città ed è interamente realizzato in un solo scenario, dove si va dalla banchina fino al ponte di una nave attraccata, che salperà non appena il boss vi avrà messo piede.
Tra i nuovi nemici da affrontare ci sono punk in trench muniti di fucile a pompa, alcuni cani particolarmente aggressivi e un paio di sommozzatori armati di arpione.
Il boss di fine livello, tale Kruel Kurt, è un energumeno pelato e armato di ancora; la sua tecnica di combattimento rispecchia quella utilizzata nel primo livello da Buzzsaw Bravado, se non che ha in più un micidiale attacco rotante. Al pari di Buzzsaw Bravado, viene aiutato da scagnozzi.
- "La baraccopoli" (livello 5)

Il livello si svolge nel quartiere più degradato della città; lungo il percorso bisognerà fare attenzione anche a insegne e vasi che cadono dai palazzi. Si rivedono molti dei nemici presenti nei primi quattro livelli: tra i caratteri più ricorrenti, i cani e i lottatori mascherati. Il covo della Dead End Gang si trova all'ultimo piano di un edificio in rovina: per accedervi, occorre salire su un montacarichi. Dopo aver eliminato diversi nemici i Cobras affronteranno il loro leader Faust, individuo robusto e dai capelli rossi e folti, che aiutato da alcuni scagnozzi lotta senza mai togliersi i suoi inconfondibili occhiali scuri; oltre a usare calci e cazzotti, egli può effettuare il Muta Mist, tecnica resa celebre dal wrestler Il Grande Mutah, consistente nel soffiare dalla bocca una sostanza verde che toglie il fiato al giocatore per un determinato lasso di tempo, e quando si trova in grande pericolo ricorre ad un mitragliatore.  Abbattuto il boss, i Cobra liberano Kute Kate.
- "Il ritorno" (livello extra)

L'ambientazione è la medesima dello scenario di partenza nel primo livello: con grande sorpresa a bloccare il passaggio agli eroi si ripresentano tutti i boss del gioco, Faust incluso (ma stavolta privo di mitragliatore), e se ne dovranno affrontare due per volta, dapprima Buzzsaw Bravado e Missing Link, quindi Joe Ohsugi e i gemelli Rude, infine Kruel Kurt e Faust: questi ultimi vengono aiutati da vari scagnozzi. Se alla morte di Kurt e Faust c'è qualche nemico comune ancora in vita, il combattimento dovrà proseguire fino alla totale eliminazione della Dead End Gang.

## Colonna sonora
Il 5 ottobre 1991 la King Records pubblicò un'edizione limitata della colonna sonora del gioco, presente in Konami Game Music Collection Vol.4.

## Serie
- Crime Fighters (1989)
- Vendetta (1991)
- Violent Storm (1993)